# Чефранова, Жанна Юрьевна
Жанна Юрьевна Чефранова (род. 5 июля 1968, Беломестное, Белгородская область) — российский государственный деятель, сенатор Российской Федерации, первый заместитель председателя Комитета Совета Федерации по социальной политике (с 2024 года). Доктор медицинских наук.

## Биография
В 2005 году в издательстве «Медицина» напечатала монографию «Идиопатическая артериальная гипотензия. Клиника. Диагностика. Лечение». Автор более 30 печатных работ, разработаны и изданы методические рекомендации для врачей, напечатаны 2 монографии.

### Совет Федерации
10 сентября 2023 года была избрана депутатом Белгородской областной думы VII созыва на дополнительных выборах по Грайворонскому одномандатному избирательному округу № 12. Баллотировалась от партии «Единая Россия». По итогам выборов получила 70,43 % голосов избирателей.
С октября 2023 года — сенатор Российской Федерации от исполнительной власти Белгородской области в Совете Федерации России. 9 октября 2023 года губернатор Белгородской области Вячеслав Гладков наделил Жанну Чефранову соответствующими полномочиями сенатора. Вошла в Комитет по социальной политике. На 577 заседании Совета Федерации (октябрь 2024 года) была избрана первым заместителем Комитета СФ по социальной политике.
На посту сенатора она сменила Николая Рыжкова, сложившего полномочия досрочно.